# Liste der denkmalgeschützten Objekte in Štós
Die Liste der denkmalgeschützten Objekte in Štós enthält die 17 nach slowakischen Denkmalschutzvorschriften geschützten Objekte in der Gemeinde Štós im Okres Košice-okolie.

## Denkmäler
| Foto |                 | Denkmal / č. ÚZPF                            | Standort / Konskr. Nr.                | Offizielle Beschreibung             | Beschreibung                                    | Metadaten                                                       |
| ---- | --------------- | -------------------------------------------- | ------------------------------------- | ----------------------------------- | ----------------------------------------------- | --------------------------------------------------------------- |
| BW   | Datei hochladen | Villa(sk) ObjektID: 806-4673/0               | 90 Standort KG: Štós Konskr.Nr.: 91   | Wlaszlowitzova vila                 | Villa Wlaszlowitz                               | č. NKP: 806-4673/0 Stand des NKP: Name: VILA                    |
| BW   | Datei hochladen | Villa(sk) ObjektID: 806-10087/0              | 125 Standort KG: Štós Konskr.Nr.: 125 | solitér                             |                                                 | č. NKP: 806-10087/0 Stand des NKP: Name: VILA                   |
| BW   | Datei hochladen | Kirche(sk) ObjektID: 806-445/0               | 144 Standort KG: Štós Konskr.Nr.: 144 | r.k.sv.Jána Nepomuckého             | römisch-katholische Kirche St. Johannes Nepomuk | č. NKP: 806-445/0 Stand des NKP: Name: KOSTOL                   |
| BW   | Datei hochladen | Gedenkhaus(sk) ObjektID: 806-10088/1         | 189 Standort KG: Štós Konskr.Nr.: 189 | Fábry Zoltán; Dom spis.,antifašistu | für Zoltán Fabry, Schriftsteller, Antifaschist  | č. NKP: 806-10088/1 Stand des NKP: Name: DOM PAMÄTNÝ            |
| BW   | Datei hochladen | Gedenktafel(sk) ObjektID: 806-10088/2        | 189 Standort KG: Štós Konskr.Nr.: 189 | Fábry Zoltán; 1897-1970,spisovateľ  | für Zoltán Fabry, Schriftsteller                | č. NKP: 806-10088/2 Stand des NKP: Name: TABUĽA PAMÄTNÁ         |
|      | Datei hochladen | Badehaus(sk) ObjektID: 806-10081/1           | 235 KG: Štós Konskr.Nr.: 235          | Hlavná budova                       | Hauptgebäude                                    | č. NKP: 806-10081/1 Stand des NKP: Name: DOM KÚPEĽNÝ            |
|      | Datei hochladen | Kurhaus(sk) ObjektID: 806-10081/2            | 236 KG: Štós Konskr.Nr.: 236          | Dom oddychu                         | Erholungsheim                                   | č. NKP: 806-10081/2 Stand des NKP: Name: DOM LIEČEBNÝ           |
|      | Datei hochladen | Kurhaus(sk) ObjektID: 806-10081/3            | 237 KG: Štós Konskr.Nr.: 237          | Slnečný lúč                         | Sonnenschein                                    | č. NKP: 806-10081/3 Stand des NKP: Name: DOM LIEČEBNÝ           |
|      | Datei hochladen | Kurhaus(sk) ObjektID: 806-10081/4            | 238 KG: Štós Konskr.Nr.: 238          | Polianka                            | Polianka                                        | č. NKP: 806-10081/4 Stand des NKP: Name: DOM LIEČEBNÝ           |
|      | Datei hochladen | Kurhaus(sk) ObjektID: 806-10081/5            | 239 KG: Štós Konskr.Nr.: 239          | Bratislava                          | Bratislava                                      | č. NKP: 806-10081/5 Stand des NKP: Name: DOM LIEČEBNÝ           |
|      | Datei hochladen | Wirtschaftsgebäude(sk) ObjektID: 806-10081/6 | 240 KG: Štós Konskr.Nr.: 240          | Budova hosp.správy                  |                                                 | č. NKP: 806-10081/6 Stand des NKP: Name: STAVBA HOSPODÁRSKA     |
|      | Datei hochladen | Kurhaus(sk) ObjektID: 806-10081/7            | 241 KG: Štós Konskr.Nr.: 241          | Detské oddelenie                    | Kinderabteilung                                 | č. NKP: 806-10081/7 Stand des NKP: Name: DOM LIEČEBNÝ           |
|      | Datei hochladen | Verwaltungsgebäude(sk) ObjektID: 806-10081/8 | 243 KG: Štós Konskr.Nr.: 243          | Prijímacia budova                   | Eingangsgebäude                                 | č. NKP: 806-10081/8 Stand des NKP: Name: BUDOVA ADMINISTRATÍVNA |
|      | Datei hochladen | Verwaltungsgebäude(sk) ObjektID: 806-10081/9 | 245 KG: Štós Konskr.Nr.: 245          |                                     |                                                 | č. NKP: 806-10081/9 Stand des NKP: Name: BUDOVA ADMINISTRATÍVNA |
|      | Datei hochladen | Gebäude(sk) ObjektID: 806-10081/10           | 242 KG: Štós Konskr.Nr.: 242          | elektroliečba; Elektroliečba a ms   | Elektrotherapie                                 | č. NKP: 806-10081/10 Stand des NKP: Name: BUDOVA                |
|      | Datei hochladen | Skulpturenreihe(sk) ObjektID: 806-10081/11   | KG: Štós Konskr.Nr.:                  | záhradné - 4                        | 4 St. im Garten                                 | č. NKP: 806-10081/11 Stand des NKP: Name: PLASTIKY-SÚBOR        |
|      | Datei hochladen | Park(sk) ObjektID: 806-10081/12              | KG: Štós Konskr.Nr.:                  |                                     |                                                 | č. NKP: 806-10081/12 Stand des NKP: Name: PARK                  |

## Legende
Die Tabelle enthält im Einzelnen folgende Informationen:
| Foto:                    | Fotografie des Denkmals. |
| Denkmal / č. ÚZPF:       | Die Übersetzung der Bezeichnung des Denkmals, wie sie vom Slowakischen Denkmalamt (Pamiatkový úrad Slovenskej republiky) verwendet wird. Die Originalbezeichnung ist unter dem Fragezeichen angegeben. Fehlt die Übersetzung, so wird die Originalbezeichnung direkt angezeigt. Weiters ist die Objekt-Identifikationsnummer (Objekt ID) angeführt. Sie ist die offizielle, in der Slowakei eindeutige Nummer č. ÚZPF inklusive der zugehörigen Zählnummer, wie sie in den Daten des Denkmalamtes angegeben wird. Da diese nur innerhalb eines Landkreises gezählt wird, ist dessen Nummer der Denkmalnummer vorangestellt. |
| Standort:                | Wenn in der Liste vorhanden, ist die Adresse angegeben. In Klammern kann sich noch eine zusätzliche Adresse befinden, wenn es beispielsweise ein Eckhaus ist. Bei freistehenden Objekten ohne Adresse (zum Beispiel bei Bildstöcken) ist eine Adresse angegeben, die in der Nähe des Objekts liegt. Durch Aufruf des Links Standort wird die Lage des Denkmals in verschiedenen Kartenprojekten angezeigt. Darunter sind die Katastralgemeinde (KG) und, wenn vorhanden, die Konskriptionsnummer (Konskr. Nr.) angegeben.                                                                                                   |
| Offizielle Beschreibung: | Es ist die Kurzbeschreibung auf Slowakisch, wie sie in den offiziellen Listen angegeben ist, eingetragen. |
| Beschreibung:            | Kurze Angaben zum Denkmal auf Deutsch. |
| Metadaten:               | Zusätzlich werden, wenn in den persönlichen Einstellungen das Helferlein Dauerhaftes Einblenden von Metadaten aktiviert ist, ebensolche angezeigt. |

- Karte mit allen Koordinaten:
- OSM |
- WikiMap